# Stefan Persson (trav)
Pär Stefan Persson, född 23 december 1973, är en svensk travkusk och före detta travtränare. Han är sedan 2020 verksam som catch driver. Han var tidigare privattränare åt Holm Hästgården AB i Holm. Han har tränat och kört hästar som Darling Mearas, Sugarboy Petoj, Kahili och Global Respons.

## Karriär
Stefan Persson växte upp i Skara, och blev tidigt intresserad av trav. Även hans bror Håkan K. Persson är travtränare och travkusk. Innan Persson startade sin egen tränarverksamhet arbetade han som lärling, bland annat hos Peter Untersteiner. Han ansågs vara ett  framtidslöfte inom svensk travsport, och 2002 fick han mottaga Stig H-stipendiet.
Under tiden som egen tränare tog Persson segrar i bland annat Svenskt Trav-Oaks (2016) och Europeiskt championat för ston (2018), samt en andraplats i Stochampionatet (2017) tillsammans med Darling Mearas, som var hans stora reklamhäst. Darling Mearas utsågs även tillsammans med Galactica till Årets Sto vid Hästgalan, för sin framgångsrika säsong 2016.

## Åren som privattränare och catch driver
I maj 2019 meddelade Persson att han skulle avveckla sin egen tränarrörelse, och istället bli privattränare åt Holm Hästgården AB i Holm, och att satsa mer på att vara catch driver. Ett av Perssons mål var även att uppnå 1000 kusksegrar, och bli medlem i den så kallade tusenklubben.
Under 2020 segrade Persson i Korta E3 för ston tillsammans med Globalizer, samt i Svenskt Trav-Oaks med Eagle Eye Sherry. Under året blev han även kuskchampion på Kalmartravet, vilket var hans första championat i karriären.
Den 18 januari 2022 tog han sin 1000:e seger som kusk på Jägersro.

## Större segrar i urval
| År   | Lopp                                                       | Häst                    | Kusk/Ryttare          | Tränare        | Grupp   |
| ---- | ---------------------------------------------------------- | ----------------------- | --------------------- | -------------- | ------- |
| 2005 | Hertiginnan av Västergötland Kronprinsessan Victorias lopp | Kahili                  | Charlotta B. Svensson | Stefan Persson | -       |
| 2006 | Prix de Grasse                                             | Kahili                  | Erik Adielsson        | Stefan Persson | -       |
| 2006 | Johan Jacobssons Minne                                     | Nicolas Cake            | Stefan Persson        | Stefan Persson | -       |
| 2008 | Sören Nordins lopp                                         | Bring Me Back           | Stefan Persson        | Stefan Persson | -       |
| 2010 | Lovely Godivas Lopp                                        | Bring Me Luck Back U.S. | Stefan Persson        | Stefan Persson | -       |
| 2013 | Travrondens Guldklocka                                     | Prada Secret            | Oskar Kylin-Blom      | Stefan Persson | -       |
| 2015 | Klass II-final, nov                                        | Global Respons          | Björn Goop            | Stefan Persson | -       |
| 2016 | Svenskt Trav-Oaks                                          | Darling Mearas          | Stefan Persson        | Stefan Persson | Grupp 1 |
| 2017 | Prix de l'Observatoire                                     | Global Respons          | Björn Goop            | Stefan Persson | -       |
| 2018 | Europeiskt championat för ston                             | Darling Mearas          | Stefan Persson        | Stefan Persson | Grupp 1 |
| 2019 | Bronsdivisionens final, feb                                | Wingait C.H.            | Stefan Persson        | Stefan Persson | -       |
| 2020 | E3-final (korta), ston                                     | Globalizer              | Stefan Persson        | Jerry Riordan  | Grupp 1 |
| 2020 | Svenskt Trav-Oaks                                          | Eagle Eye Sherry        | Stefan Persson        | Björn Goop     | Grupp 1 |
| 2020 | Bronsdivisionens final, nov                                | Farlander Am            | Stefan Persson        | Johan Svensson |         |
| 2021 | Bronsdivisionens final, dec                                | Four Guys Dream         | Stefan Persson        | Stefan Persson |         |